# قطعنامه ۱۲۰۶ شورای امنیت
قطعنامهٔ ۱۲۰۶ شورای امنیت سازمان ملل متحد که در تاریخ ۱۲ نوامبر ۱۹۹۸ تصویب شد، سندی بین‌المللی دربارهٔ بررسی وضعیت در تاجیکستان بر سر امتداد مرز بین تاجیکستان و افغانستان است. این قطعنامه طی نشست ۳۹۴۳ام با ۱۵ رای موافق، ۰ مخالف و ۰ ممتنع تصویب شد.